# Hema Malini
Hema Malini, (Ammankudi, Estat de Tamil Nadu, Índia, 16 d'octubre de 1948) és una actriu índia, política i ballarina de bharata natyam que ha interpretat nombrosos films d'èxit del cinema de Bollywood als anys 1970, el més famós dels quals és Sholay.

## Biografia
Hema Malini és una artista de Bharatnatyam, una dansa clàssica de l'Índia. Les seves dues filles han après a dansar l'odissi i totes tres han ballat juntes en diversos concerts per obres de beneficència.
Ha rebut peticions de matrimoni de les més grans estrelles de Bollywood, com Sanjeev Kumar i Jeetendra, però finalment es va casar amb Dharmendra, que ja tenia dos fils, Sunny Deol i Bobby Deol. Han tingut dues filles Esha Deol i Ahana Deol.
La seva llengua materna és el tàmil. El 2005, a l'emissió Koffee with Karan, va afirmar que va haver de contractar un professor privat per ajudar la seva filla Esha Deol a aprendre el panjabi per un film. Aparentment Dharmendra, el pare d'Esha, la llengua materna del qual és el panjabi, es relaciona amb Hema i les seves filles només en hindi i anglès.
Hema Malini i el seu marit s'han compromès en política, com a membres del Bharatiya Janata Party (BJP). Va ser elegida a la Rajya Sabha, la Cambra alta del Parlament de l'Índia, amb el suport  del BJP. El febrer de 2004, va ingressar oficialment al partit. Ha estat un membre actiu del partit, seguint reunions i concentracions i fent campanya pel partit en diverses eleccions.
Ha dit en entrevistes que no portaria mai roba indecent als seus films, i ho ha mantingut. Es diu que la seva mare havia estat vexada quan un dia, al començament de la seva carrera, havia volgut fer una escena en mallot de bany.

## Carrera
Hema Malini creix a Chennai. Intenta ser contractada com a actriu l'any 1964, però és rebutjada. El realitzador tamoul Sridhar li diu que no té futur en aquest ofici. Ella persevera i acaba per trobar el seu lloc a Bollywood. Debuta el 1968 amb Sapnon ka Saudagar (The Dreamseller), interpretant una jove adolescent davant l'envellida superstar Raj Kapoor. A continuació amb Dev Anand a Johnny Mera Naam el 1970, Hema esdevé una actriu de primer ordre. Finalment el seu paper a Seeta Aur Geeta el 1972, al costat de Dharmendra li suposa el reconeixement, amb un premi Best actress Filmfare, una distinció que recompensa cada any els millors talents del cinema hindi. És la millor actriu de l'any i entra al pantéo de les actrius de Bollywood, esdevenint la una de les dives d'aquesta indústria cinematogràfica. Els seus fans l'anomenen The Dream Girl of Bollywood, al·lusió al seu primer paper.
Apareix a continuació en nombrosos films, amb un toc personal inoblidable, fet d'encant, de sensualitat, i de domini de la dansa clàssica. Forma una parella tant a la vida real com a la pantalla amb Dharmendra i el duo interpreta nombrosos èxits de la pantalla gran. Brilla també en seqüències de forta intensitat dramàtica o en moments còmics, en films com Trishul, Joshila, Lal Patthar, Seeta Aur Geeta, Sholay, Meera i Satte Pe Satta. Porta pantalons i camises en films com Trishul i Joshila, cosa no habitual per una dona en aquesta època a l'Índia.
Després de diversos anys d'absència, torna a la pantalla. Comparteix així cartell amb Amitabh Bachchan a Baghban, un èxit. A continuació interpreta un petit paper, encara davant Bachchan, a Veer-Zaara, el blockbuster de 2004. En aquests dos títols, interpreta una bonica dona casada entre dues edats, que contrasta amb els papers de ingènues de la seva joventut.
Intenta la realització dirigint l'any 1992 Dil Aashna Hai, amb un repartiment d'estrelles entre les quals Shahrukh Khan i Divya Bharti.
Ha dirigit també i tingut el primer paper a la sèrie de televisió Noopur, on interpreta una ballarina de Bharata natyam a Amèrica.

## Filmografia
- 1965: Pandava Vanavasam
- 1968: Sapno Ka Saudagar
- 1970: Johny Mera Naam
- 1971: Tere Mere Sapne
- 1971: Andaz
- 1972: Seeta Aur Geeta
- 1972: Raja Jani
- 1972: Gora Aur Kala
- 1973: Jugnu
- 1974: Dost
- 1975: Sholay
- 1975: Sanyasi
- 1975: Khushboo
- 1978: Trishul
- 1980: Alibaba Aur 40 Chor (अलीबाबा और चलीस चोर - Приключения Али-Бабы и сорока разбойников) de Umesh Mehra i Latif Faiziyev
- 1980: Do Aur Do Paanch
- 1980: The Burning Tren
- 1981: Naseeb
- 1981: Kranti
- 1982: Satte Pe Satta
- 1982: Desh Premee
- 1983: Nastik
- 1988: Vijay
- 2000: Hey Ram
- 2003: Baghban
- 2004: Veer-Zaara (aparició especial)
- 2006: Baabul
- 2007: Laaga Chunari Mein Daag (aparició especial)

## Premis i nominacions
- Filmfare Awards guanyats: 
  - 1973: Filmfare a la millor actriu per Seeta Aur Geeta
  - 1999: Premi pel conjunt de les realitzacions de Filmfare
- Nominada: 
  - 1974: Filmfare a la millor actriu per Amir Garib
  - 1974: Filmfare a la millor actriu per Prem Nagar
  - 1975: Filmfare a la millor actriu per Khushboo
  - 1976: Filmfare a la millor actriu per Sanyasi
  - 1977: Filmfare a la millor actriu per Mehbooba
  - 1979: Filmfare a la millor actriu per Kinara
  - 1981: Filmfare a la millor actriu per Meera
  - 1990: Filmfare a la millor actriu per Naseeb
  - 1990: Filmfare a la millor actriu per Rihaee
  - 2003: Filmfare a la millor actriu per Baghban
- Altres premis 
  - 1998: Convidada d'Honor als 18 Premis d'Express de Cinema Ujala
  - 2003: Zee Cine Awards pel conjunt de les realitzacions
  - 2003: Premi Star Screen Jodi No 1, Baghban (amb Amitabh Bachchan)
  - 2003: Premi pel conjunt de les realitzacions als premis dels Films de Bollywood.
  - 2004: Prem Bollywood a l'actriu més sensacional per Baghban.
  - 2004: Esport del Món "Jodi de l'Any" amb Amitabh Bachchan per Baghban
  - 2004: Icona de l'any
- Honors 
  - 2000 - Padma Shri, la quarta recompensa civil més alta del Govern d'Índia.
  - 2004 - "Recompensa de Llegenda Viva" per la Federació de Cambres de comerç i d'indústria índia (FICCI) en reconeixement de la seva contribució a la indústria de l'espectacle indi.
  - 2007 - Bangkok 2007 el Festival del cinema Internacional ha examinat diversos films protagonitzats per Hema Malini en un programa d'homenatge especial.
  - 2008 - Honrada per la seva contribució a la dansa clàssica.